# Église Saint-Pierre de Wimille
L'église Saint-Pierre est située à Wimille, dans le département français du Pas-de-Calais.

## Histoire
L’église est surmontée d'une tour octogonale surmontée d’un toit en flèche.
Sur une pierre, on voit une inscription portant en chiffres romains l’année 1374.   Dans le chœur se trouve la sépulture des seigneurs de Créquy, seigneurs de Wimille au XIIe siècle. Elle fut pillée a la Révolution. Les deux nefs datent du XIXe siècle. Le clocher fut équipé d'une horloge en 1840.
Dans le vieux cimetière qui entoure l’église reposent Pilâtre de Rozier et Pierre-Ange Romain .